# A. J. 라드윅
A. J. 라드윅(A. J. Ladwig, 본명: Adam Joseph Ladwig, 1992년 12월 24일 ~ )은 미국의 전 프로야구 투수이다. 2022년 마이애미 말린스 소속으로 메이저리그 베이스볼(MLB) 한 경기에 등판했다.

## 아마추어 경력
라드윅은 밀라드 웨스트 고등학교(Millard West High School)에서 뛰었고 위치타 스테이트 쇼커스(Wichita State Shockers)에서 대학 야구를 했다.

## 프로 경력
라드윅은 고등학교 졸업 후 2011년 메이저 리그 야구 드래프트 45라운드에서 필라델피아 필리스에 의해 처음 드래프트되었지만 필라델피아와 계약하지 않았다.